# Orono (Minnesota)
Orono ist eine Stadt im US-Bundesstaat Minnesota. Sie ist im Hennepin County gelegen und hatte bei der Volkszählung 2020 des US Census Bureau 8.315 Einwohner.

## Geografie
Orono liegt am Nordufer des Lake Minnetonka mit vielen Buchten und mehreren Inseln. Größte Inseln sind Big Island (mit dem Big Island Regional Park) und Mapiyata Island. Mit der Stadt Long Lake verfügt Orono über eine Enklave innerhalb des Stadtgebietes. Die Stadt befindet sich rund 26 Kilometer westlich von Minneapolis in der Metropolregion Minneapolis–Saint Paul. Nach Angaben des United States Census Bureau beträgt die Fläche 64,8 Quadratkilometer, davon sind 23,2 Quadratkilometer Wasserflächen.

## Geschichte
Orono wurde als Township im Jahre 1889 eingerichtet. Zuvor war das Gebiet ein Teil von Medina. Den Namen erhielt es von Siedlern nach der gleichnamigen Stadt in Maine, die von dort nach Minnesota gekommen waren. 1955 erhielt Orono den Stadtstatus.

### Bevölkerungsentwicklung
| 1860* | 1880* | 1900* | 1920* | 1940* | 1960  | 1970  | 1980  | 1990  | 2000  | 2010  | 2020  |
| ----- | ----- | ----- | ----- | ----- | ----- | ----- | ----- | ----- | ----- | ----- | ----- |
| 40    | 325   | 600   | 950   | 1.800 | 5.643 | 6.787 | 6.846 | 7.285 | 7.538 | 7.437 | 8.315 |

* Schätzung

## Demografische Daten
Nach den Angaben der Volkszählung 2000 leben in Orono 7538 Menschen in 2766 Haushalten und 2196 Familien. Ethnisch betrachtet setzt sich die Bevölkerung aus 97,7 Prozent weißer Bevölkerung, 0,9 Prozent asiatischen Amerikanern sowie anderen kleineren oder mehreren Gruppen zusammen. 0,9 Prozent der Einwohner zählen sich zu den Hispanics.
In 38,0 % der 2766 Haushalte leben Kinder unter 18 Jahren, in 71,8 % leben verheiratete Ehepaare, in 5,2 % leben weibliche Singles und 20,6 % sind keine familiären Haushalte. 15,8 % aller Haushalte bestehen ausschließlich aus einer einzelnen Person und in 4,2 % leben Alleinstehende über 65 Jahre. Die durchschnittliche Haushaltsgröße liegt bei 2,72 Personen, die von Familien bei 3,06.
Auf die gesamte Stadt bezogen setzt sich die Bevölkerung zusammen aus 27,4 % Einwohnern unter 18 Jahren, 4,5 % zwischen 18 und 24 Jahren, 26,7 % zwischen 25 und 44 Jahren, 32,5 % zwischen 45 und 64 Jahren und 9,0 % über 65 Jahren. Der Median beträgt 41 Jahre. Etwa 49,5 % der Bevölkerung ist weiblich.
Der Median des Einkommens eines Haushaltes beträgt 88.314 USD, der einer Familie 101.114 USD. Das Pro-Kopf-Einkommen liegt bei 65.825 USD. Etwa 1,2 % der Bevölkerung und 0,5 % der Familien leben unterhalb der Armutsgrenze.